# 广州火车站 (地铁)
广州火车站地鐵站是目前廣州地鐵2号线及5号线的換乘站，位于中国广东省广州市越秀区国铁广州站站前广场的地底。
地铁站於2002年12月29日随2号线首通段开通而啟用，2009年12月28日随5号线开通而成为换乘车站。未来11号线、14号线以及22号线（芳白城际）均经过本站，成为五线换乘站。

## 车站結構
广州火车站地铁站目前分为两个站体：位于站前广场西侧的2号线车站，以及位于站前廣場中心偏东的5号线车站。两线站体大致成“L”字型，两线站厅之间直接相连。地面周边为环市西路、人民北路、内环路高架，国铁广州站及站前广场以及附近其它站场。
两个站厅及月台雖然均使用搪瓷板裝修，但色系都有所不同：2号线为浅绿色和浅玉色，5号线为单一的深红色。

### 2号线站体
2号线车站共设有二层，地下一层为站厅层，地下二层为2号线月台。
2号线站体部分建成时曾是广州最大的地铁站，建筑面积过万平方米。
| 地下一层 | 2号线站廳 | 售票機、客服中心、商店、警务室、安检设施 前往 █5号线 站厅 |  |  |
| 地下二层 | 2 站台    | █2号线 广州南站方向（下站：越秀公园）                     |  |  |
|          | 岛式站台  |                                                           |  |  |
|          | 1 站台    | █2号线 嘉禾望岗方向（下站：三元里）                       |  |  |

### 5号线站体
5号线站体目前共设有三层，地下一层为站厅层，地下二层为设备区，地下三层为5号线月台。
| 地下一层 | 5号线站廳  | 售票機、客服中心、警务室、商店、安检设施 前往 █2号线 站厅 |  |  |
| 地下二层 | 设备区     | 车站设备                                                  |  |  |
| 地下三层 | 4 站台     | █5号线 滘口方向（下站：西村）                             |  |  |
|          | 分离式站台 |                                                           |  |  |
|          |            | 通道连接两侧站台                                          |  |  |
|          | 分离式站台 |                                                           |  |  |
|          | 3 站台     | █5号线 黄埔新港方向（下站：小北）                         |  |  |

### 站厅及换乘
目前广州火车站地铁站厅结构大致成「L」型，南北向部分為2號線，東西向部分為5號線，均位于地下一层。
为方便乘客进出及换乘，付费区设于2号线站廳中心偏南侧以及5号线站廳西南侧，两线站厅的付费区各自设有多组扶手电梯、楼梯以及1台专用电梯供乘客前往月台。
值得一提的是，5号线范围来往站厅和月台的扶手电梯是目前广州地铁第二长的扶手电梯（最长为5号线的西场站），长度达18米。
現時，地铁广州火车站站厅设有三家7-11便利店，此外车站亦设有自動售賣機等自助服務設施。

### 月台

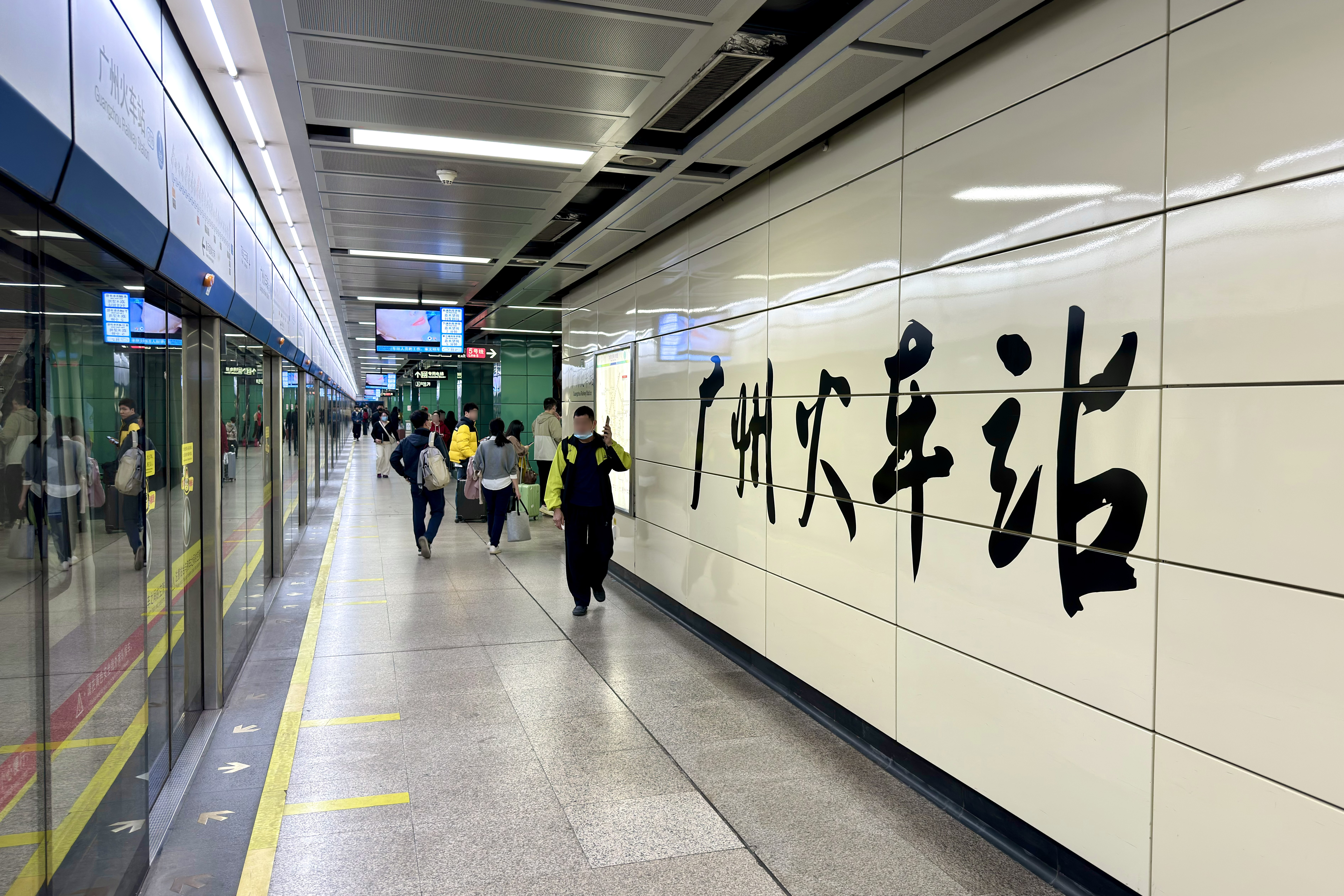
1号月台（2号线嘉禾望岗方向）

本站2號綫月台為島式月台，設於廣州火車站站前廣場西侧地底；5號綫月台則為一組同層的分離式月台，以島式月台的方式排列，並以行人通道連接，設於廣州火車站站前廣場中心偏东地底。2號綫月台為上層，5號綫月台在下層。兩線月台大致成「L」型。
另外，两线月台上的書法站名也有所区别。2号线系时任广州市青年书法家协会秘书长林振武之手筆，而5号线则采用由叶根友字体的电脑书法站名。

### 出入口
广州火车站地铁站共设有5个出入口，其中A口位于5号线站厅，B-C、D1-D2口位于2号线站厅。此外，D口附近还有两个与市政通道相连的出入口，相关通道起初设有编号为D3-D4及E-H的出入口，后自2023年3月22日起撤销编号，并改按市政通道进行标识。
B口和C口分别位于国铁广州火车站出站口和广州火车站进站大厅。B口因配合广州火车站安检以及客流疏导工作于2014年5月1日起暂停使用，2021年6月29日起重新开放；C口曾一度关闭作为紧急通道使用，2020年1月10日重新开放，同时该口不设置进站安检设施。
|                                             |                                          |      |            | |
|                                             |                                          |      |            | |
| 編號                                        | 设施                                     | 照片 | 出口指示   | 建議前往的目的地 |
| 5号线站廳                                   |                                          |      |            | |
| A                                           |                                          |      | 广州火车站 | 出租汽车站、环市西路、火车站售票大厅、广州地铁设计研究院有限公司、广州地铁工程咨询有限公司、广州火车站（草暖公园）公交总站 |
| 2号线站廳                                   |                                          |      |            | |
| B                                           | 扶手电梯标志                             |      | 广州火车站 | 火車站進站大廳 |
| C                                           | 扶手电梯标志                             |      | 不適用     | 國鐵广州火车站出站通道（免安检）                                                                                           |
| D1                                          | 扶手电梯标志                             |      | 广州火车站 | |
| D2                                          | 扶手电梯标志                             |      | 环市西路   | 省汽车客运站、站南路公交车站                                                                                               |
| D                                           | 盲道标志 · 轮椅升降台标志 · 扶手电梯标志 |      | 市政通道五 | 省汽车客运站、广州火车站、广州白马服装市场                                                                                 |
| D                                           | 盲道标志 · 扶手电梯标志                  |      | 市政通道六 | 环市西路、站前路、站南路、人民北路、友谊剧院                                                                               |
| 註： 設有 \| 設有輪椅升降台 \| 設有扶手電梯 |                                          |      |            | |

## 接驳交通
广州火车站地铁站周边不仅设铁路广州站可供乘客转乘铁路前往广东省内外各地外，在地铁车站东面设有广州火车站（草暖公园）巴士总站，方便乘客接驳市区公交车前往广州各地。同时，在地铁车站西面亦设有广东省汽车客运站，方便乘客接驳转乘客运班车前往广东省内外各地。
| 编号 | 编号       | 线路                           | 线路                  | 线路                   | 收费                  | 运营商                | 备注                     |
| ---- | ---------- | ------------------------------ | --------------------- | ---------------------- | --------------------- | --------------------- | ------------------------ |
|      | 5          | 沥滘                           | ⇆                     | 广州火车站（草暖公园） | 2元                   | 一汽三分              |                          |
|      | 52         | 南漖（立白科技园）             | ⇆                     | 广州火车站（草暖公园） | 3元                   | 一汽一分              |                          |
|      | 93         | 广州火车站（草暖公园）         | ⇆                     | 赤岗                   | 2元                   | 一汽三分              |                          |
|      | 176        | 广州火车站（草暖公园）         | ⇆                     | 潭村                   | 2元                   | 巴士二分              |                          |
|      | 210        | 广州火车站（草暖公园）         | ⇆                     | 石化路                 | 3元                   | 珍宝巴士              |                          |
|      | 211        | 南浦島（锦绣半岛）             | ⇆                     | 广州火车站（草暖公园） | 3元                   | 新穗巴士              |                          |
|      | 广231      | （广州）广州火车站（草暖公园） | ⇆                     | （佛山）和顺车站       | 3元                   | 二巴一分              |                          |
|      | 254        | 广州火车站（草暖公园）         | ⇆                     | 石井红星村             | 2元                   | 巴士二分              |                          |
|      | 257        | 已于2025年7月27日停办          | 已于2025年7月27日停办 | 已于2025年7月27日停办  | 已于2025年7月27日停办 | 已于2025年7月27日停办 | 已于2025年7月27日停办    |
|      | 523A       | 广州火车站（草暖公园）         | ⇆                     | 大朗                   | 2元                   | 二巴一分              |                          |
|      | 523快线    | 广州火车站（草暖公园）         | ⇆                     | 江高小塘               | 3–4元                 | 二巴一分              |                          |
|      | 524        | 黄石路                         | ⇆                     | 广州火车站（草暖公园） | 2元                   | 一汽一分              |                          |
|      | 803        | 广州火车站（草暖公园）         | ⇆                     | 永泰集贤路             | 2元                   | 二巴一分              |                          |
|      | 807        | 广州火车站（草暖公园）         | ⇆                     | 嘉禾（长红双和工业区） | 3元                   | 新穗巴士              |                          |
|      | 807A       | 广州火车站（草暖公园）         | ⇆                     | 广州白云站公交总站     | 2元                   | 新穗巴士              | 20–30分/班               |
|      | 862        | 广州火车站（草暖公园）         | ⇆                     | 沙太路北               | 2–3元                 | 新穗巴士              |                          |
|      | B2         | 广州火车站（草暖公园）         | ⇆                     | 东圃                   | 2元                   | 珍宝巴士              |                          |
|      | B2A        | 广州火车站（草暖公园）         | ⇆                     | 汇彩路                 | 2元                   | 珍宝巴士              |                          |
|      | B10        | 体育中心                       | ⇆                     | 地铁天河智慧城站       | 2元                   | 巴士三分              |                          |
|      | 夜7        | 广州火车站（草暖公园）         | ⇆                     | 纸厂横马路             | 3元                   | 一汽一分              | 31路附属线路             |
|      | 夜8        | 广州火车站（草暖公园）         | ⇆                     | 赤沙（广东财经大学）   | 3元                   | 一汽三分              | 14路附属线路             |
|      | 夜11       | 芳村西塱                       | ⇆                     | 广州火车站（草暖公园） | 3元                   | 一汽一分              | 19路附属线路             |
|      | 夜14       | 广州火车站（草暖公园）         | ⇆                     | 东莞庄                 | 3元                   | 一汽二分              | 27路附属线路             |
|      | 夜15       | 同德围（横滘村）               | ⇆                     | 广州火车东站           | 3元                   | 一汽一分              | 71路附属线路             |
|      | 夜18       | 广州火车站（草暖公园）         | ⇆                     | 员村                   | 3元                   | 二巴二分              |                          |
|      | 夜25       | 广州火车站（草暖公园）         | ⇆                     | 东圃                   | 3元                   | 珍宝巴士              | B2路附属线路             |
|      | 夜41       | 广州火车站（草暖公园）         | ⇆                     | 保税区（酒博城）       | 4元                   | 珍宝巴士              | B28路附属线路            |
|      | 夜55       | 广州火车站（草暖公园）         | ⇆                     | 小洲村口               | 4元                   | 一汽三分              |                          |
|      | 夜77       | 广州白云站公交总站             | ⇆                     | 广州火车东站           | 3元                   | 新穗巴士              | 810路附属线路 20–30分/班 |
|      | 夜79       | 广州南站                       | ⇆                     | 广州火车站（草暖公园） | 4–5元                 | 番广客运              | 312路附属线路            |
|      | 夜88       | 市桥汽车站                     | ⇆                     | 广州火车站（草暖公园） | 4元                   | 番广客运              | 301A路附属线路           |
|      | 夜94       | 广州白云站公交总站             | ⇆                     | 人和鹤龙七路           | 4元                   | 白马巴士              | 840路附属线路 20–30分/班 |
|      | 夜96       | 广州火车站（草暖公园）         | ⇆                     | 金沙洲（涛乐街）       | 3元                   | 珍宝巴士              | 290路附属线路            |
|      | 高峰快线21 | 已于2025年7月27日停办          | 已于2025年7月27日停办 | 已于2025年7月27日停办  | 已于2025年7月27日停办 | 已于2025年7月27日停办 | 已于2025年7月27日停办    |
|      | 商务专线3  | 站前路（西郊大厦）             | ⇆                     | 沙涌南                 | 2元                   | 一汽一分              |                          |

| 编号 | 编号      | 线路               | 线路 | 线路                       | 收费 | 运营商   | 备注 |
| ---- | --------- | ------------------ | ---- | -------------------------- | ---- | -------- | ---- |
|      | 5         | 沥滘               | ⇆    | 广州火车站（草暖公园）     | 2元  | 一汽三分 |      |
|      | 29        | 南边路             | ⇆    | 站南路                     | 2元  | 一汽三分 |      |
|      | 38        | 时代玫瑰园         | ⇆    | 文化公园（粤海关博物馆）   | 2元  | 一汽一分 |      |
|      | 238       | 康王路（上下九）   | ⇆    | 石井潭村                   | 2元  | 新穗巴士 |      |
|      | 251       | 黄沙               | ⇆    | 七星崗（廣東省煤炭地質局） | 3元  | 珍宝巴士 |      |
|      | 广260     | （广州）站南路     | ⇆    | （佛山）穗盐路（雍景豪园） | 2元  | 巴士电车 |      |
|      | 290       | 金沙洲（涛乐街）   | ↺    | 草暖公园                   | 2元  | 珍宝巴士 |      |
|      | 301A      | 广州南站           | ⇆    | 站前路（西郊大厦）         | 3元  | 番广客运 |      |
|      | 518       | 站前路（西郊大厦） | ⇆    | 棠德花苑                   | 3元  | 巴士三分 |      |
|      | 530       | 沙涌南（凤翔公园） | ⇆    | 润江南路                   | 2元  | 珍宝巴士 |      |
|      | 552       | 站南路             | ⇆    | 坑口地铁站                 | 2元  | 二巴二分 |      |
|      | 商务专线3 | 站前路（西郊大厦） | ⇆    | 沙涌南                     | 2元  | 一汽一分 |      |

## 利用情況
本站连接国铁的广州火车站和邻近的汽车客运站，因而成为连接全国各地及广州市区各地的陆路交通枢纽。同时亦有数个大型服装批发市场坐落于本站附近，因此本站是广州地铁最繁忙的车站之一，客流全天都维持在极高的水平。不少乘客亦会携带大量行李，令站内相当拥挤。若遇上春运和重大节假日，本站更会出现大量人潮，不仅需要实施客流管制措施，有时甚至需要让2号线和5号线的列车临时不停靠本站，以维持运营秩序。
现时每工作日7:45-9:00、17:45-19:00会执行常态化客流控制措施。
因广州地铁早期车站并未配备卫生间，而车站外的卫生间分布较散，开站初期有乘客在车站楼梯口或拐角处小便。随着地铁方面完善如厕指引及乘客素质的提高，相关情况已有改善。

## 历史

### 车站规划及建设

#### 2号线
地铁广州火车站最早出現在1988年的地下铁道路网规划的初步方案中，是“十字线网”中2号线的其中一个车站。
本站于2000年4月14日正式开工建设，同年11月16日主体结构封顶。2002年12月29日，本站随2号线首通段（三元里至晓港）通车而启用。跟广州地铁2006年之前开通的車站一樣，在车站启用初期，本站的英文站名以拼音「Guang zhou huo che zhan」表示。
2010年9月22日至24日，本站2号线月台随旧二号线一同全线停运，进行轨道拆解、信号，供电割接工程以及联合调试；9月25日清晨，本站2号线月台隨新2號線開通重啟服務。

#### 5号线
在1997年的《广州市城市快速轨道交通线网规划研究（最终报告）》中，当时的3号线（即如今的5号线）亦设有广州火车站，使地铁广州火车站规划成为换乘车站，不过在车站当年的规划以及建设时没有考虑未来换乘的需要，因此在5号线车站建设时需要对2号线车站进行改造，让其适应与5号线换乘的需要。
5号线车站主体结构于2006年11月14日封顶。2007年10月13日凌晨，地铁五号线西场至草暖公园盾构区间右线隧道在掘进过程中出现大量涌水，最大沉降6.8厘米，隧道上方的一段内环路高架桥面需要临时封闭。2009年12月29日，5号线车站随5号线通车而启用，本站正式成为换乘车站。

### 运营事件
2008年雪灾期间，本站24小时开放，以协助容纳及疏导海量滞留广州火车站的旅客。
2011年1月10日晚上10时30分左右，5号线一列往滘口方向的列车（列车编号为05x055-05x056）在小北站至广州火车站区间发生纵火案，一名乘客点燃携带的煤气罐引致起火爆炸，列车抵達本站後冒出大量白烟。事件导致一名乘客头发被烧，一乘客被撞伤，而嫌疑人趁乱逃走。公安于翌日凌晨将犯罪嫌疑人吴某抓捕归案，其称“心情不好”，但他打开煤气瓶打算纵火时不慎将手烧伤，故没有继续实施犯罪。事件发生仅距广州地铁在亚运结束后取消安检不足一个月，引发市民对地铁安全的担忧，地铁公司称将加强安检力度。
2012年1月2日晚上约6时半，本站2号线来往站厅和月台的一扶手电梯运行中突然损坏，梳齿板断裂变形，所幸未造成人员伤亡。后经调查，事故是由于扶梯梳齿板在承受了过重外力的情况下，被一枚行李箱拉链头卡住，而乘客硬拽被卡的行李，导致梳齿板翘起直至断裂。地铁方面否认扶梯存在质量问题，并称将做好监控，避免乘客将超大行李带上扶梯。
2022年，本站曾多次受疫情防控措施影响而需要调整服务。3月疫情期间，本站D1、D2、E口于3月10日14时30分至3月18日暂时封闭，D4、G、H口于3月10日14时30分至3月22日暂时封闭。年末疫情期间，本站D1、D2、D3、E、F、G、H口于11月24日至11月30日下午暂时封闭。

## 未来发展
已通车的11號線，在建的14號線和22号线北延段（芳村至白云机场城际）均會在廣州火車站設站，與2號線、5號線交匯並換乘。本站需要再次擴建，並與現有國鐵廣州火車站的改造工程進行配合，成為廣州地鐵的一個大型五線換乘樞紐站。改造工程包括遷移既有2、5號線的設備區，擴建現有站廳為上層站廳並增建下層站廳，分別與國鐵廣州火車站出站廳連接；以及增設連接5號線月台至下層站廳的扶梯等。而未来规划更有37号线、佛山地铁5号线、广清城际等多条线路于广州火车站设站。
由于需要配合国铁广州火车站改造，目前除11号线、22号线车站已确定建设外，本站14号线车站以至整体五线枢纽的最终实施方案尚未公布，仍有进一步优化的空间。

### 11号线
11號線车站将设于广州火车站站前广场东侧，靠近现有客运大楼，位于2号线、5号线车站东北侧。车站为地下六层分離式岛式车站，全长253.2米，标准段宽为38.9米，基坑开挖深度约为44.23米。
11号线车站于2018年11月起围蔽施工。其建设期间亦拆除了A出口下沉廣場。车站于2023年12月30日实现南站厅封顶。
本站为11号线的非遗重点特色车站，以“粤彩鎏金”为主题。站厅内设有橱窗，重点展示广彩瓷、粤剧等文化艺术品。
由于本站所处位置为广州重要的交通枢纽，拆迁难度较大，加上广州火车站及所在片区进行的升级改造方案较晚落实，导致车站主体及出入口需延后建设。现时车站仅具备列车通过的条件，故无法与11号线同步开通，列车将不停站通过。車站月台僅完成了土建工程，以及裝有屏蔽門及必要的設備，11號線開通後屏蔽門前方設有多組擋板進行遮擋，避免車上乘客在過站時觀察到未裝修的月台。

### 14号线
14號線車站原计划將設於站前廣場地底，但后续需要配合广州火车站及周边片区改造方案以及芳白城际（22号线北延段）规划落实的影响，站位选址和换乘方案尚未最终确定。当局曾规划将14号线车站西移至省站北侧，并为14号线在火车站拟增设的北广场处增设一站。
14號線車站在最初設於站前廣場的方案中，车站位于2號線和11號線車站之間，與5號線車站平行；14號線站台設於地下四層，為側式站台，并設有來往11號線的換乘扶梯。

### 22号线
22號線車站將設於广州火车站以西的邮政大院地下，大致沿南-北方向布置，为地下六层岛式车站。22号线车站与14号线和规划37号线距离较近；而和2、5、11号线因距离较远，计划通过14号线站厅和换乘通道连接。
该部分站体原计划以明挖法施工，但受限於廣州火車站片区改造及拆迁进度滞后影响，长期不具备动工条件，故计划改为利用邮政大院内站体北端的明挖竖井，以暗挖法、机械法建设车站。